# Casa ad appartamenti sul Kaiserdamm
La casa ad appartamenti sul Kaiserdamm è un edificio residenziale multipiano di Berlino, sito nel quartiere del Westend.
Costruito nel 1929 su progetto di Hans Scharoun, è posto sotto tutela monumentale (Denkmalschutz).

## Storia
La costruzione dell'edificio venne commissionata all'architetto Hans Scharoun dall'imprenditore edile Georg Jacobowitz, insieme a un edificio analogo da costruirsi sull'Hohenzollerndamm nel distretto di Wilmersdorf. La costruzione ebbe inizio nel 1928 e si concluse l'anno successivo.

## Caratteristiche
L'edificio, che conta 5 piani, occupa metà dell'isolato compreso fra il Kaiserdamm, la Königin-Elisabeth-Straße e la Fredericiastraße.
Ospita appartamenti di piccole dimensioni (mono- e bilocali) destinati a una clientela di professionisti temporaneamente residenti in città per motivi di lavoro.
Le facciate, intonacate e dipinte in bianco, sono vivacizzate dall'alternanza fra finestre di forme e dimensioni fra le più diverse; anche la copertura è estremamente variegata, comprendendo una parte a tetto piano, un terrazzo, un accenno di torre e una parte con tetto a falde che riprende l'aspetto delle case vicine.